# Je ne regrette rien de ma jeunesse
Pour plus de détails, voir Fiche technique et Distribution.
Je ne regrette rien de ma jeunesse (わが青春に悔なし, Waga seishun ni kuinashi) est un film japonais réalisé par Akira Kurosawa, sorti en 1946. Il prend comme fond l'incident de Takigawa.

## Synopsis
En 1933, un étudiant antimilitariste, Ryukichi Noge, qui milite contre la persécution des professeurs libéraux, est arrêté. Après avoir passé quatre ans en prison, il est libéré sous conditions. Il semble s'être assagi et part en Chine où il milite pour la paix. De retour à Tokyo, il retrouve Yukie, la fille d'un des professeurs libéraux, alors démis de ses fonctions à l'université de Kyoto. Ils se marient, mais Noge est arrêté en 1941. Traité d'espion, il est torturé à mort. Yukie choisit d'aller vivre à la campagne chez les parents de son défunt mari qui sont traités par les autres villageois comme les parents d'un traître. À la fin de la guerre, justice leur est rendue et Yukie décide de continuer à vivre auprès de ses beaux-parents.

## Fiche technique

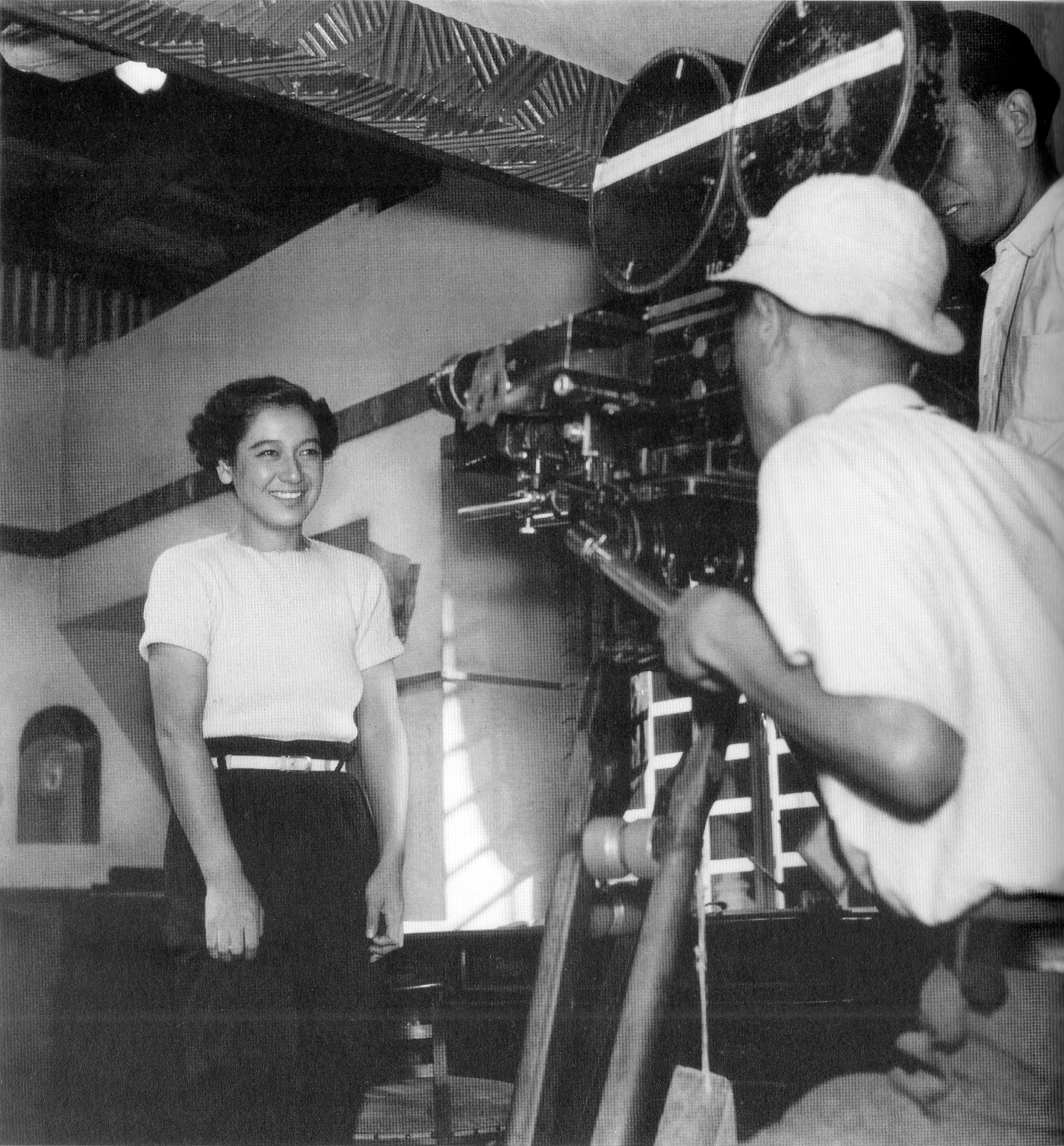
Setsuko Hara filmé par Asakazu Nakai et Akira Kurosawa sur le tournage de Je ne regrette rien de ma jeunesse (photo de Tadahiko Hayashi).

- Titre : Je ne regrette rien de ma jeunesse
- Titre alternatif : Je ne regrette pas ma jeunesse[1]
- Titre original : わが青春に悔なし (Waga seishun ni kuinashi?)
- Réalisation : Akira Kurosawa
- Scénario : Eijirō Hisaita (de)
- Production : Keiji Matsuzaki
- Société de production : Tōhō
- Musique : Tadashi Hattori
- Photographie : Asakazu Nakai
- Montage : Akira Kurosawa et Toshio Goto
- Décors : Keiji Kitagawa
- Son : Isamu Suzuki
- Assistant réalisateur : Hiromichi Horikawa
- Pays d'origine :  Empire du Japon
- Langue originale : japonais
- Format : noir et blanc - 1,37:1 - 35 mm - son mono
- Genre : drame
- Durée : 110 minutes[2] (métrage : douze bobines - 3 024 m[2])
- Date de sortie :
  - Empire du Japon : 29 octobre 1946[2]

## Distribution
- Setsuko Hara : Yukie Yagihara, la fille du professeur
- Susumu Fujita : Ryukichi Noge
- Denjirō Ōkōchi : professeur Yagihara
- Eiko Miyoshi : Madame Yagihara
- Haruko Sugimura : Madame Noge, la mère de Ryukichi
- Kokuten Kōdō : M. Noge, le père de Ryukichi
- Akitake Kōno : Itokawa
- Takashi Shimura : commissaire de police
- Taizō Fukami : le ministre de l'Éducation
- Masao Shimizu : le professeur Kanzaki
- Hisako Hara : la mère d'Itokawa

## Commentaire
- Un des rares films japonais traitant de la résistance au régime militariste des années 1930-1940. C'est aussi « un hymne à la fidélité morale où, fait rare chez l'auteur (Akira Kurosawa), le personnage principal est une femme (Setsuko Hara, admirable actrice) »[3].